# Брусничная (станция)
Брусни́чная — узловая железнодорожная станция Октябрьской железной дороги на 147,1 км перегона Суккозеро — Пенинга Западно-Карельской магистрали.

## Общие сведения
Станция территориально расположена в Суккозерском сельском поселении Муезерского района Карелии. Первоначально, в 1959-60 годах, при введении в эксплуатацию первой очереди Западно-Карельской магистрали, это был линейный остановочный пункт Таразма (по названию близлежащего озера). В 1963 году, при строительстве второй очереди, возникла необходимость в дополнительной станции, от которой и пошла новая ветка на Юшкозеро, в результате чего пункт был переименован в Брусничную.
На станции функционирует пост электрической централизации, обеспечивая автоблокировку на линии.

## Пассажирское движение
По состоянию на 2024 год на станции имеет тарифную остановку только поезд дальнего следования № 350 сообщением Санкт-Петербург — Костомукша — Санкт-Петербург. Поезд № 680 сообщением Петрозаводск — Костомукша — Петрозаводск делает на станции исключительно технологическую остановку (посадка / высадка пассажиров не осуществляется, билет до станции купить невозможно).
По станции также четыре раза в неделю проходит пригородный поезд сообщением Суккозеро — Лендеры — Суккозеро. С начала 2010-х годов существует угроза отмены вагона Суккозеро — Лендеры вследствие убыточности перевозок. Более того, поезд отменялся с 1 сентября 2014 года по 1 октября 2014 года. А также с 2022 года два раза в неделю проходит пригородный поезд сообщением Костомукша — Лендеры — Костомукша.
| Пригородное обращение по станции |
| -------------------------------- |
| Костомукша — Лендеры № 6674/6673 |
| Лендеры — Костомукша № 6671/6672 |
| Суккозеро — Лендеры № 6656       |
| Лендеры — Суккозеро № 6657       |
| Суккозеро — Лендеры № 6658       |
| Лендеры — Суккозеро № 6659       |

## Галерея
- Станция Брусничная
- Пути станции.
- Пассажирская платформа.
- Чётная горловина.